# Priretschny
Priretschny (russisch Приречный, adygeisch Псыӏушъу) ist ein Dorf (possjolok) in Südrussland. Es gehört zur Republik Adygeja und hat 322 Einwohner (Stand 2019). Im Ort gibt es 6 Straßen.
Priretschny liegt 16 Straßenkilometer nordwestlich von Tulski (dem Verwaltungszentrum des Rajons). Krasnoobrjatski ist der nächstgelegene Ort.  